# タブー (ラテン音楽)
タブー (Taboo (英)、Tabu (英など)、Tabú (西)、Tabou (仏) )は、キューバのマルガリータ・レクオーナによる1930年代のラテン音楽である。彼女の叔父であるエルネスト・レクオーナのバンド「レクオーナ・キューバン・ボーイズ」によるスペイン語詞の演奏が最初期の録音として残っているが、その後多くのミュージシャンによって様々なアレンジで演奏され、スタンダードナンバーとなっている。日本では、後述の通りTBSのテレビ番組「8時だョ!全員集合」のコントのBGMとして使われたことで知られる。

## 概要
1931年にF・W・ムルナウ監督のアメリカ映画『タブウ』が公開され、それまで学術的な用語であった「タブー」が広く一般に知られるようになった。この映画は南国の島を舞台に、青年と聖なる乙女との許されぬ愛を描いたものであった。歌手や作曲活動を行なっていたマルガリータ・レクオーナはこれの影響を受けて、1930年代初頭に楽曲タブーを作ったと考えられている。
曲のクレジットは1934年、1938年、1941年の3つの表記が見られ、作者はマルガリータ・レクオーナのほか、アル・スティルマンとS. K. ラッセル (S. K. Russell、Sidney Keith Russell)、ボブ・ラッセルの名前が入っている場合がある。
最初の1934年表記の場合はマルガリータ・レクオーナの名前のみが記されており、キューバの公用語であるスペイン語の歌詞かインストゥルメンタルの演奏である。
マルガリータの叔父であるエルネスト・レクオーナのバンド「レクオーナ・キューバン・ボーイズ」は1930年代にアメリカ、中南米、ヨーロッパを演奏旅行し、楽曲タブーは広く知られることとなる。このときの1936年のパリ録音が最初期の演奏として残っている。この演奏では前半はソロ歌手のみ、後半はソロ歌手とコーラスの掛け合いというソンの形式をとっており、最初期のアフロ・キューバン・ジャズと言えるアレンジになっている。歌詞は遠い故郷の南国の風景に触れつつ、黒人奴隷の悲哀を歌ったものである。「黒人男が白人女を見るなら」という意味の歌詞があることから、黒人奴隷が白人女に恋をする人種差別的なタブーを歌ったものと解釈されている。
その後、1938年にアル・スティルマンが新たなアレンジを加え、マルガリータ・レクオーナとアル・スティルマンの連名となった。
更に、1941年にはS. K. ラッセルが英語の歌詞を加えた。これはスペイン語を訳したものではなく、新たに書き下ろされたものである。月の昇る夜の男女の不倫を描いた官能的な歌詞である。

## 様々なアレンジ
最初期の演奏はスペイン語の歌詞に基づく哀愁漂うものであったが、後の英語詞に代表される官能的なアレンジも生まれ、現在に至るまで様々な演奏が生まれた。ソンのほか、ルンバ風、マンボ風、ボサノヴァ風、エキゾチカ風、ジャズ風等の様々なアレンジが存在し、インストゥルメンタルも多い。
代表的な演奏には1957年のペレス・プラード楽団によるものや、1958年のアーサー・ライマン (Arthur Lyman)によるものがある。
変わったところでは、2003年のザ・クランプスによる演奏で、パンクとロカビリーを組み合わせたようなサイコビリーの曲調のものがある。2006年のスカ・クバーノ (Ska Cubano)による演奏は スカ風のアレンジである。

## タイトルの綴り
タイトル「タブー」は元々ポリネシア語であるためか、綴りに揺らぎが多い。Tabooは英語で一般的である。Tabuは英語をはじめ様々なラテン系言語で使われる。最初期のレクオーナ・キューバン・ボーイズの音源はTabouと表記されることが多いが、これはフランス語の綴りである。パリで録音したためと考えるのが自然であろう。
"Tabú"はスペイン語(キューバの公用語)の綴りである。

## 「8時だョ!全員集合」によるヒット
本作のペレス・プラード楽団の演奏は非常に官能的であり、日本のストリップ劇場でBGMでは「セントルイス・ブルース」と並んで広く親しまれていたため、性的なイメージが持たれることになった。これを実際に観たザ・ドリフターズの加藤茶は、後にテレビ番組「8時だョ!全員集合」で、1972年から1973年にかけて本作をBGMにしたコントを演じた。コントはペレス・プラード楽団そっくりの演奏をバックに、加藤茶がセクシーなポーズをとり、「ちょっとだけよ」「あんたも好きねえ」等と観客に語りかけるというものであった。この番組はゴールデンタイムに放送され高視聴率であったため、曲名や歌詞を知らずともメロディだけは老若男女を問わず誰でも知っている滑稽な曲として知られることとなった。1973年3月25日にはコントの人気を受け、ジャケットに加藤茶風のイラストが描かれたペレス・プラード楽団版のシングルが発売されたほどである（オリコン最高32位）。なお、このヒット以降は加藤茶が衣裳を脱ぐ際のBGMには本作が使われることはなくなり、もっぱらペレス・プラードの「セレソ・ローサ（チェリー・ピンク・チャチャ）」が用いられるようになった。2021年では米倉涼子が出演している美容液クリームCANADELのCMでも使用されている。
ただし、ドリフターズによるヒットから半世紀（50年）以上を経た今日では、性的、あるいは滑稽なイメージは薄れてきている。ロックバンドBUCK-TICKによる1989年の同名の曲「TABOO」の間奏で、レクオーナのメロディが引用されている。2008年には東京パノラママンボボーイズによるマンボのアレンジが発表されている。